# Xã Mount Vernon, Quận Jefferson, Illinois
Xã Mount Vernon (tiếng Anh: Mount Vernon Township) là một xã thuộc quận Jefferson, tiểu bang Illinois, Hoa Kỳ. Năm 2010, dân số của xã này là 13.374 người.